# مجتمع ما بعد الصناعي

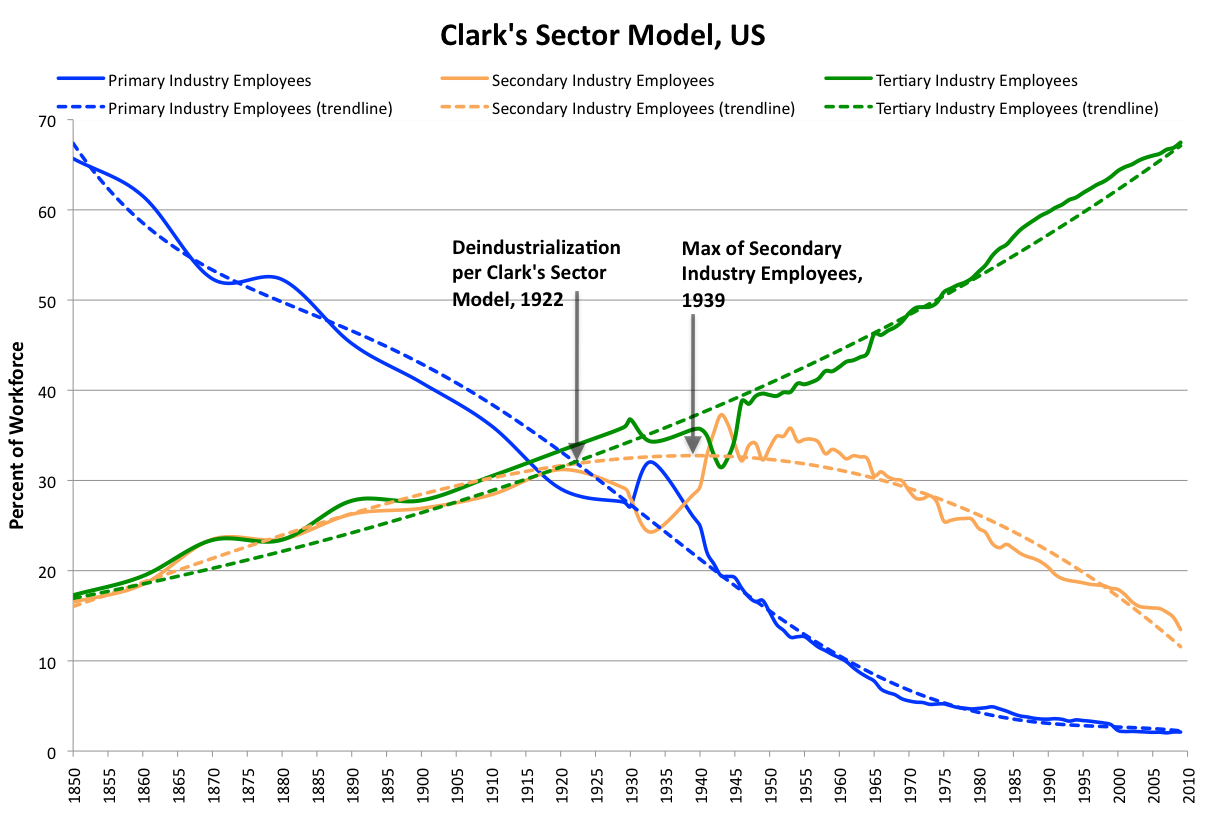

في علم الاجتماع، يعتبر المجتمع ما بعد الصناعي مرحلة تطور المجتمع الذي يولد في اقتصاده قطاع الخدمات ثروةً أكبر من قطاع الصناعة.
وضع آلان تورين المصطلح وهو مرتبط ارتباطًا وثيقًا بالمفاهيم النظرية الاجتماعية المماثلة، مثل ما بعد الفوردية ومجتمع المعلومات واقتصاد المعرفة واقتصاد ما بعد الصناعة والحداثة السائلة ومجتمع الشبكة. يمكن استخدام جميع هذه المصطلحات في تخصصات الاقتصاد أو العلوم الاجتماعية كخلفية نظرية عامة في تصميم البحث.
مع استخدام المصطلح، بدأت بعض المواضيع الشائعة، بما في ذلك المواضيع أدناه في الظهور:
1. يمر الاقتصاد بمرحلة انتقالية من إنتاج السلع إلى تقديم الخدمات.
2. تصبح المعرفة شكلًا ذا قيمة لرأس المال.
3. إنتاج الأفكار هو الطريقة الرئيسية لتنمية الاقتصاد.
4. اعتمادًا على عمليات العولمة والأتمتة، تنخفض قيمة وأهمية اقتصاد عمال الياقات الزرقاء والعمل النقابي والأعمال اليدوية، بينما ترتفع قيمة الأعمال الخاصة بالعمال المحترفين وأهميتها (على سبيل المثال، العلماء والمتخصصون في الصناعة الإبداعية ومتخصصو تكنولوجيا المعلومات).
5. تطوّر العلوم والتقنيات السلوكية والمعلوماتية وتُطبّق. (على سبيل المثال، الاقتصاد السلوكي وهندسة المعلومات وعلم التحكم الآلي ونظرية الألعاب ونظرية المعلومات.)

## أصول المصطلح
روّج دانييل بيل المصطلح من خلال عمله الصادر عام 1974، والذي يحمل عنوان «مجيء المجتمع ما بعد الصناعي». على الرغم من أن البعض قد نسب الفضل إلى بيل في صياغة هذا المصطلح، إلا أن عالم الاجتماع الفرنسي آلان تورين هو من نشر في عام 1969 أول عمل رئيسي عن «المجتمع ما بعد الصناعي». هذا واستخدم الفيلسوف الاجتماعي إيفان غيليتش المصطلح أيضًا على نطاق واسع في ورقته المنشورة عام 1973 بعنوان «أدوات المخالطة الاجتماعية»، كما ظهر في كتابات الياسريين طيلة الفترة الممتدة من منتصف الستينيات إلى أواخرها. 
نما هذا المصطلح وتغير عندما أصبح سائدًا. يستخدم وكلاء الإعلانات مثل سيث غودين هذا المصطلح، وطلاب الدكتوراه في السياسة العامة مثل كيث بوكلمان، وعلماء الاجتماع مثل نيل فليغستاين وأوفر شارون، حتى أن الرئيس الأمريكي السابق بيل كلينتون استخدم المصطلح لوصف النمو الصيني في نقاش حول طاولة مستديرة في شنغهاي عام 1998. 

## تقدير المعرفة
يتميز المجتمع ما بعد الصناعي بزيادة تقدير المعرفة. هذا التقدير في حد ذاته ليس مستغربًا، فقد توقعه افتراض دانييل بيل حول كيفية تطور أنماط العمالة الاقتصادية في مثل هذه المجتمعات. يؤكد افتراض بيل أن العمالة ستنمو بشكل أسرع في القطاعين الثلاثي والرباعي مقارنة بالقطاعين الأولي والثنائي، وأن الأسبقية في الاقتصاد ستكون للقطاع الثلاثي، وبطبيعة الحال للرباعي، وسيستمر هذا الأمر بالحدوث، فيتوسّع «تأثير الخبير» وتصبح السلطة حكرًا على أصحاب المعارف. 
بما أن وظائف القطاعين الثلاثي والرباعي موجهة بشكل أساسي نحو المعرفة، ستُعاد هيكلة التعليم، على الأقل في تفاصيله الدقيقة. ستصبح القوة الجديدة إذًا بيد الخبير، وهو ما سيؤدي إلى تزايد دور الجامعات ومعاهد البحوث في المجتمعات ما بعد الصناعية. أصبحت المجتمعات ما بعد الصناعية نفسها موجهة نحو هذه الأماكن المنتجة للمعرفة والخبرات وباتت تتخذها مراكز جديدة لها. من هنا نجد أن أكبر المستفيدين في المجتمع ما بعد الصناعي هم المهنيون الشباب في المناطق الحضرية. بما أنهم جيل جديد ومتعلم ومهتم أكثر بقضايا الليبرالية والعدالة الاجتماعية والبيئية، غالبًا ما  يُعتبر تحول السلطة إلى أيديهم نتيجة لمعارفهم أمرًا جيدًا.
تؤدي الأهمية المتزايدة للمعرفة في المجتمعات ما بعد الصناعية إلى زيادة عامة في الخبرة على امتداد الاقتصاد والمجتمع. بهذه الطريقة، تلغي زيادة أهمية المعرفة ما عرّفه آلان بانكس وجيم فوستر بأنه «عمل غير مرغوب فيه، إضافة لكونه أحد أسوأ اشكال الفقر وعدم المساواة.»  هنا يأتي انتقال السلطة لأيدي الشباب المتعلم المعني بالعدالة الاجتماعية ليُكمّل هذا التأثير.
درس الاقتصاديون في جامعة بيركلي قيمة المعرفة كأحد أشكال رأس المال، مضيفين هذه القيمة إلى رأس المال المادي مثل المصنع أو الشاحنة. تماشيًا مع الخطوط العريضة التي وضعوها، يمكن أن يصبح إنتاج المعرفة أساسًا لما يمكن اعتباره «السياسات ما بعد الصناعية» التي تهدف إلى تحقيق النمو الاقتصادي.
من المفارقات أن تقييم المعرفة العلمية والتكنولوجيا يمكن أن يقلل من قيمة الأفراد في المجتمع ما بعد الصناعي لأنهم ما زالوا يتوقعون فوائدها، لكنهم أكثر تحسسًا للمفاضلات الأخلاقية والمخاطر.

## ثقافة الإبداع
خدم المجتمع ما بعد الصناعي الثقافة الإبداعية تمامًا كما خدم تقدير المعرفة. كثير من أولئك الأكثر تجهيزًا واستعدادًا للتقدم في مجتمع كثير الاعتماد على التكنولوجيا هم من فئة الشباب الذي حصلوا على تعليمٍ عالٍ. عندما يصبح التعليم نفسه أكثر توجهًا نحو إنتاج أشخاص قادرين على تلبية الحاجة إلى تحقيق الذات والإبداع والتعبير عن الذات، تصبح الأجيال المتعاقبة أكثر قدرة على المساهمة في هذه الصناعات الإبداعية وتأمين ديمومتها. هذا التغيير الدقيق في التعليم، وكذلك التغيير بين أفراد الطبقة الناشئة من المهنيين الشباب، هو نفسه الذي بدأه ما يُعرّفه جيمس دي رايت بأنه «ثراء اقتصادي غير مسبوق وإشباع الاحتياجات المادية الأساسية». تلاحظ إلين دنهام جونز أيضًا هذه السمة في المجتمع ما بعد الصناعي، حيث يتيح التوزيع المنصف للسلع الوفيرة استهلاك الترفيه وتقرير الذات. 
يتم التأكيد مرارًا وتكرارًا على أن المجتمع ما بعد الصناعي هو المجتمع الذي تكون فيه المعرفة هي القوة، والتكنولوجيا هي الأداة. بطبيعة الحال، عندما يمتلك المرء موهبةً، فإنه يحظى بمزايا في هذا النوع من المجتمعات. إن مبدأ «السرعة وقابلية الحركة والليونة» مناسب تمامًا لصناعة إبداعية ديناميكية، فيؤدي انخفاض أهمية الصناعات الانتاجية إلى تمهيد الطريق للفنانين والموسيقيين وغيرهم ممن تُوظَّف مهاراتهم بشكل أفضل من قبل القطاعين الثالث والرابع. يشير الجغرافي الحضري تريفور بارنز، في عمله الذي يحدد تجربة فانكوفر في التنمية بعد الحرب، إلى الأوضاع بعد الصناعة، فيشير إلن أن ظهور صناعة ألعاب فيديو مهمة مكون مهم لقطاع النخبة في الخدمات.
تنعكس هذه الجدارة المتزايدة للمجتمع ما بعد الصناعي من خلال الصناعات الإبداعية في التاريخ الاقتصادي للمجتمعات ما بعد الصناعية. مع تحول الأنشطة الاقتصادية من المدن الأولية والثانوية القائمة على أساس القطاعات الأساسية إلى المدن الثلاثية ثم الرباعية، تصبح المدن أكثر انفتاحًا على تبادل المعلومات، وهو ما يخلق طلبًا على قطاع ثلاثي وقطاع رباعي: من أجل تقديم خدمة أفضل لصناعة تركز على التمويل والتعليم والاتصالات والإدارة والتدريب والهندسة والتصميم الجمالي، يجب أن تصبح المدينة مراكز للتبادل قادرة على توفير أحدث المعلومات من جميع أنحاء العالم. على العكس من ذلك، عندما تتحول المدن إلى نقاط للتقارب في الأفكار الدولية، يمكن أن نتوقع نموًا في القطاعين الثلاثي والرباعي.